# 중정로
 중정로(Jungjeong-ro)는 제주특별자치도 서귀포시 천지동 서문로터리 에서 중앙동 서귀포중학교교차로 를잇는 도로이다.

## 주요 경유지
제주특별자치도
- 서귀포시 (천지동. 중앙동)

## 노선
| 이름               | 접속 노선     | 소재지   | 소재지 | 비고 |
| ------------------ | ------------- | -------- | ------ | ---- |
| 서문로터리         | 서문로 태평로 | 서귀포시 | 천지동 |      |
| (이름없음)         | 중앙로        | 서귀포시 | 천지동 |      |
| 동문로터리         | 정방로        | 서귀포시 | 중앙동 |      |
| 서귀포중학교교차로 | 태평로        | 서귀포시 | 중앙동 |      |

## 주요 건물 및 시설
- 세븐일레븐 서귀포본점 (중정로 32/서귀동 315-1)
- GS칼텍스 칠십리주유소 (중정로 40/서귀동 313-8)
- 국민은행 서귀포 (중정로 55/서귀동 293-17)
- 배스킨라빈스 제주서귀포점 (중정로 60/서귀동 423-4)
- 제주은행 서귀포금융센터 (중정로 67/서귀동 274-5)
- 스타벅스 서귀포올레점 (중정로 69/서귀동 274-6)
- GS25 서귀포올레점 (중정로 79/서귀동 273-12)
- 아디다스 서귀포점 (중정로 81/서귀동 273-13)
- 농협 남제주지점 (중정로 86/서귀동 401-11)
- 농협 서귀포농협 동부지점 (중정로 109/서귀동 251-6)
- SK에너지 서귀주유소 (중정로 122/서귀동 218-5)
- 스피드메이트 제주서귀포점 (중정로 122/서귀동 218-5)